# مقاطعة كلاكماس (أوريغون)
مقاطعة كلاكماس (بالإنجليزية: Clackamas County)‏ هي واحدة من 36 مقاطعة في ولاية أوريغون في الولايات المتحدة الأمريكية

## أعلام
- جورج برانز
- ماريسا نيتلينغ
- بوب أمسبيري
- ريبيكا أندرسون
- دبي آبلغيت
- جاي بالير
- هاورد سي بيلتون
- ويليام إتش بورينغ
- نان بريتون
- إد كولمان
- رالف كولمان
- رايان كروزر
- كارسون إليس
- فيليب فوستر
- ألما فرانسيس
- توم جورمان
- تونيا هاردينج
- جوني هارمونز
- بيل جونسون
- إدوين ماركهام
- كولين ميلوي
- تشاريس ميشيلسن
- بيل مورغان
- بن موسى
- آلان أولسن
- رالف بات
- بيرت روتان
- كبرت شريدر
- مارثا شريدر
- شيل سونين
- بريندا ستورنج
- ماريا ثاير
- مارك ثورسون
- آرون إي ويت
- بريان ويلبر